# Portugal Space
Portugal Space Agency (Agence spatiale portugaise) ou (PSA) est une agence spatiale portugaise créée le 18 mars 2019 à Lisbonne qui a pour but d'organiser et de coordonner les activités spatiales portugaises succédant à la Compagnie spatiale portugaise. Depuis 2020, Ricardo Conde dirige l’agence spatiale portugaise.
Portugal Space est la représentante nationale du Portugal à la Commission Européenne pour les sujets relatifs à l’espace, notamment le programme spatial européen (Copernicus, Galileo, GOVSATCOM, SSA) et Horizon Europe. Elle siège au Conseil d’administration du GSA (futur EUSPA).

## Histoire
Fin 2018, un concours public international d’idées est lancé au sujet de l’installation sur l’archipel des Açores, idéal pour sa position géostratégique, d’une base de lancement de satellites qui a pour but de créer 9 000 nouveaux emplois contre 1400 actuellement et un investissement provenant des entreprises évalué à environ 400 millions d'euros.
La cérémonie de lancement de l’agence a eu lieu le 18 mars 2019, à Ponta Delgada, aux Açores. Le Ministre des Sciences, de la Technologie et de l’Enseignement Supérieur portugais, Manuel Heitor, a rappelé l’objectif de multiplier par 10, dans la prochaine décennie, les 40 millions d’euros que représente le secteur spatial portugais annuellement.

## Objectifs
Cette nouvelle agence spatiale a pour objectifs, dans le cadre du programme national Portugal Space 2030, de rendre les recherches et les lancements spatiaux possibles au Portugal, de promouvoir la croissance économique portugaise et la création d'emplois dédiés, de favoriser la génération de données satellitaires grâce aux nouvelles technologies spatiales et infrastructures spatiales au Portugal, de contribuer au développement du pays et au renforcement des relations diplomatiques et de la coopération scientifique internationale, d'assurer le développement et l'évolution des cadres d'internationalisation juridique, financière, institutionnelle, culturelle / pédagogique capables de dynamiser le développement du secteur spatial au Portugal.
La stratégie spatiale nationale, Portugal Space 2030, se concentre sur les domaines de l'observation de la Terre, de la sécurité spatiale, du transport spatial et des télécommunications, y compris des activités en aval.
L’intention est que le Portugal (Une nation, avec une longue et riche tradition maritime) soit reconnu, d’ici 2030, comme une autorité mondiale dans la science et l’économie des interactions Espace-Terre-Clima-Océan, au profit de la société et de l’économie.

## Activités
Situées à l'ouest du Portugal dans l'océan Atlantique, les Açores pourraient bientôt accueillir le premier port spatial du Portugal et de nouvelles infrastructures pour le suivi et la surveillance par satellite. Le siège de l'agence est en cours de construction sur l'île des Açores de Santa Maria; baptisée « Portugal Space », la nouvelle agence vise le lancement de petits satellites d'ici 2021.
Portugal Space collabore à la mission JUICE (acronyme de Jupiter Icy Moons Explorer) une mission spatiale européenne qui doit étudier trois des quatre satellites galiléens de Jupiter - Callisto, Europe et Ganymède - afin de déterminer si des conditions propices à l'émergence à la vie sont présentes dans leurs probables océans subglaciaires. Elle a pour directeur des opérations de vol, l’ingénieur en aérospatiale Bruno Sousa. L’ingénieur Luís Rolo est également impliqué dans le test des antennes de deux des dix instruments du satellite, une sonde-radar et un radiotélescope. Les deux scientifiques portugais travaillent à l’ESA depuis plus de 10 ans.
Le satellite JUICE inclut des composants (revêtements thermiques, systèmes de champs magnétiques, de navigation autonome…) et instruments (moniteurs de radiation et panneaux solaires…) fabriqués par les entreprises portugaises LusoSpace, Active Space Technologies, Deimos Engenharia, FHP (Frezite High Performance), Efacec et le LIP (Laboratório de Instrumentação e Física Experimental de Partículas).